# Рузский уезд
Ру́зский уе́зд — административная единица в составе Московской губернии, существовавшая до 1922 года. Центр — город Руза.

## География
В северной части уезда проходил водораздел между рекой Ламой и Рузой (приток реки Москвы). Большая часть уезда представляла равнину, с уклоном к реке Москве, прерываемую у речных долин холмами и оврагами. Почва уезда состояла из тяжёлого суглинка и только по берегам реки Рузы проходила полоса супеска; местами встречались глинисто-иловатые и песчано-глинистые почвы. За исключением незначительной северной части, Рузский уезд орошался притоками реки Москвы, которая прорезала всю южную его часть. Река Москва была судоходна, но в пределах уезда на ней не было пристаней. Большое значение для уезда имела река Руза, по которой производился значительный сплав леса. Озёр было мало: самое большое — Ануфриевское или Тростенское — находилось в восточной части уезда и служило истоком реки Озерны. На озере Глубоком профессором Н. Ю. Зографом была устроена научная ихтиологическая станция. Болот немного — они располагались по реке Малой Истре, около озера Ануфриевского и Глубокого и в долинах других рек. Преобладали сосновые леса.

## Население
- 1897 — 55 522 чел. (в том числе русские — 99,6 %)[1]

## История
Рузский уезд известен со средних веков. Юридически был оформлен во время административной реформы Екатерины II в 1781 году. В 1922 году был упразднён, его территория отошла к Можайскому уезду.

## Административное деление
В 1917 году в уезд входило 10 волостей: Ащеринская, Васильевская, Горбовская, Клементьевская, Мамошинская, Моревская, Никольская, Орешковская, Судниковская и Хотебцкая. В 1917 году Судниковская волость была передана в Волоколамский уезд. Появилась Ново-Петровская волость.
В 1919 году была упразднена Васильевская волость. В 1921 году Мамошинская, Никольская и Ново-Петровская волости были переданы в Воскресенский уезд.

## Уездные предводители дворянства
| Время службы | Имя                                | Титул, чин, звание                      |
| ------------ | ---------------------------------- | --------------------------------------- |
| 1782—1791    | Кольцов-Мосальский Иван Михайлович | князь                                   |
| 1791—1794    | Высоцкий Пётр Егорович             | действительный статский советник        |
| 1794—1797    | Ефимовский Пётр Андреевич          | граф, премьер-майор                     |
| 1797—1804    | Грузинский Яков Леонович           | князь, полковник                        |
| 1804—1807    | Богданов Николай Петрович          | надворный советник                      |
| 1807—1810    | Оболенский Пётр Николаевич         | князь, действительный статский советник |
| 1810—1817    | Толстой Николай Петрович           | граф, бригадир                          |
| 1817—1820    | Соймонов Александр Николаевич      | надворный советник                      |
| 1820—1826    | Хлебников Иван Михайлович          | полковник                               |
| 1826—1829    | Воейков Иван Фёдорович             | подполковник                            |
| 1829—1835    | Сабуров Александр Николаевич       | коллежский асессор                      |
| 1835—1841    | Жеребцов Александр Гаврилович      | надворный Советник                      |
| 1841—1850    | Микулин Михаил Иванович            | действительный статский советник        |
| 1850—1853    | Новосильцев Евграф Иванович        | поручик                                 |
| 1853—1856    | Юрьев Александр Николаевич         | подполковник                            |
| 1856—1857    | Шереметев Алексей Васильевич       | коллежский советник                     |
| 1857—1862    | Вырубов Пётр Иванович              | подполковник                            |
| 1862—1873    | Шереметев Василий Алексеевич       | действительный статский советник        |
| 1873—1875    |                                    |                                         |
| 1875—1884    | Шереметев Василий Алексеевич       | действительный статский советник        |
| 1884—1891    | Щербатов Александр Григорьевич     | князь, камер-юнкер                      |
| 1891—1893    |                                    |                                         |
| 1893—1903    | Долгоруков Павел Дмитриевич        | князь, коллежский секретарь             |
| 1903—1908    | Зограф Николай Юрьевич             | действительный статский советник        |
| 1908—1914    | Мусин-Пушкин Владимир Владимирович | граф, статский советник                 |

## Карты
| Сборный лист военно топографической карты Московской губернии 1860 г. Масштаб: 2 версты в дюйме (1 см-840м). | Сборный лист военно топографической карты Московской губернии 1860 г. Масштаб: 2 версты в дюйме (1 см-840м). | Сборный лист военно топографической карты Московской губернии 1860 г. Масштаб: 2 версты в дюйме (1 см-840м). | Сборный лист военно топографической карты Московской губернии 1860 г. Масштаб: 2 версты в дюйме (1 см-840м). | Сборный лист военно топографической карты Московской губернии 1860 г. Масштаб: 2 версты в дюйме (1 см-840м). | Сборный лист военно топографической карты Московской губернии 1860 г. Масштаб: 2 версты в дюйме (1 см-840м). | Сборный лист военно топографической карты Московской губернии 1860 г. Масштаб: 2 версты в дюйме (1 см-840м). | Сборный лист военно топографической карты Московской губернии 1860 г. Масштаб: 2 версты в дюйме (1 см-840м). | Сборный лист военно топографической карты Московской губернии 1860 г. Масштаб: 2 версты в дюйме (1 см-840м). | Сборный лист военно топографической карты Московской губернии 1860 г. Масштаб: 2 версты в дюйме (1 см-840м). | Сборный лист военно топографической карты Московской губернии 1860 г. Масштаб: 2 версты в дюйме (1 см-840м). | Сборный лист военно топографической карты Московской губернии 1860 г. Масштаб: 2 версты в дюйме (1 см-840м). | Сборный лист военно топографической карты Московской губернии 1860 г. Масштаб: 2 версты в дюйме (1 см-840м). |
| --- | --- | --- | --- | --- | --- | --- | --- | --- | --- | --- | --- | --- |
| (При нажатии на необходимый лист будет осуществлён переход на соответствующую карту.)                        | | | | | | | | | | | | |